# Persone di nome Antonello
| Questa pagina contiene informazioni ricavate automaticamente dalle voci biografiche con l'ausilio del template Bio e di un bot. L'aggiornamento è periodico e automatico e ricostruisce completamente la pagina. Se manca una persona in questa lista, sei pregato di non aggiungerla, ma accertati piuttosto che la sua voce biografica contenga il template Bio e che i dati anagrafici siano correttamente compilati. Se il template Bio manca, inseriscilo tu stesso o, in alternativa, metti l'avviso {{tmp\|Bio}} che ne segnala la mancanza. Se i dati riportati sono sbagliati, correggi direttamente la voce biografica; le modifiche saranno visibili in questa lista entro pochi giorni. Per chiarimenti vedi il progetto antroponimi. La lista contiene solo le 62 persone che sono citate nell'enciclopedia e per le quali è stato implementato correttamente il template Bio. Pagina aggiornata al 7 apr 2025. |

Questa è una lista di persone presenti nell'enciclopedia che hanno il nome Antonello, suddivise per attività principale.

## Allenatori di pallacanestro(1)
- Antonello Restivo, allenatore di pallacanestro italiano (Cagliari, n. 1975)

## Artisti(1)
- Antonello Matarazzo, artista, pittore e regista italiano (Avellino, n. 1962)

## Attori(5)
- Antonello Antonante, attore, regista e direttore artistico italiano (Cosenza, n. 1947 - Rossano, † 2022)
- Antonello Campodifiori, attore e sceneggiatore italiano (Roma, n. 1943 - Assisi, † 2013)
- Antonello Fassari, attore italiano (Roma, n. 1952 - Roma, † 2025)
- Antonello Morroni, attore italiano (Roma, n. 1966)
- Antonello Puglisi, attore e regista teatrale italiano (Catania, n. 1948)

## Calciatori(1)
- Antonello Cuccureddu, ex calciatore e allenatore di calcio italiano (Alghero, n. 1949)

## Canottieri(1)
- Antonello Aliberti, ex canottiere italiano (Messina, n. 1970)

## Cestisti(2)
- Antonello Ricci, cestista italiano (Vasto, n. 1992)
- Antonello Riva, ex cestista e dirigente sportivo italiano (Lecco, n. 1962)

## Clarinettisti(1)
- Antonello Pellegrini, clarinettista italiano

## Comici(1)
- Antonello Costa, comico e attore italiano (Augusta, n. 1970)

## Compositori(2)
- Antonello da Caserta, compositore italiano
- Antonello Capuano, compositore, arrangiatore e chitarrista italiano (Campobasso, n. 1978)

## Condottieri(1)
- Antonello Savelli, condottiero italiano (n. 1450 - † 1498)

## Conduttori radiofonici(1)
- Antonello Dose, conduttore radiofonico, autore televisivo e scrittore italiano (Palmanova, n. 1962)

## Cuochi(1)
- Antonello Colonna, cuoco e personaggio televisivo italiano (Roma, n. 1956)

## Direttori d'orchestra(1)
- Antonello Allemandi, direttore d'orchestra italiano (Milano, n. 1957)

## Doppiatori(1)
- Antonello Governale, doppiatore e direttore del doppiaggio italiano (Milano, n. 1953)

## Fisarmonicisti(1)
- Antonello Salis, fisarmonicista, pianista e compositore italiano (Villamar, n. 1950)

## Fotoreporter(1)
- Antonello Zappadu, fotoreporter e pubblicista italiano (Pattada, n. 1957)

## Giornalisti(9)
- Antonello Caporale, giornalista e saggista italiano (Palomonte, n. 1961)
- Antonello Capurso, giornalista e scrittore italiano (Roma, n. 1955)
- Antonello Carbone, giornalista e scrittore italiano (Catania, n. 1967)
- Antonello Giacomelli, giornalista e politico italiano (Prato, n. 1962)
- Antonello Orlando, giornalista italiano (Taranto, n. 1960)
- Antonello Perillo, giornalista italiano (Napoli, n. 1961)
- Antonello Piroso, giornalista, autore televisivo e conduttore televisivo italiano (Como, n. 1960)
- Antonello Satta, giornalista e scrittore italiano (Gavoi, n. 1929 - Cagliari, † 2003)
- Antonello Trombadori, giornalista, critico d'arte e politico italiano (Roma, n. 1917 - Roma, † 1993)

## Illustratori(1)
- Antonello Silverini, illustratore italiano (Roma, n. 1966)

## Musicisti(1)
- Antonello Paliotti, musicista e compositore italiano (Napoli, n. 1963)

## Neurologi(1)
- Antonello Bonci, neurologo italiano (Pesaro, n. 1966)

## Nobili(2)
- Antonello Petrucci, nobile (Teano - Napoli, † 1487)
- Antonello Sanseverino, nobile italiano (Salerno, n. 1458 - Senigallia, † 1499)

## Parolieri(1)
- Antonello De Sanctis, paroliere e scrittore italiano (Roma, n. 1942 - † 2015)

## Pittori(5)
- Antonello da Palermo, pittore italiano (Palermo, n. 1467 - † 1542)
- Antonello Moroni, pittore italiano (Savignano di Romagna, n. 1889 - Gatteo, † 1929)
- Antonello Riccio, pittore italiano
- Antonello da Messina, pittore italiano (Messina - Messina, † 1479)
- Antonello da Serravalle, pittore italiano (Vittorio Veneto)

## Politici(4)
- Antonello Bacciocchi, politico sammarinese (San Marino, n. 1957)
- Antonello Cabras, politico italiano (Sant'Antioco, n. 1949)
- Antonello Iannarilli, politico italiano (Alatri, n. 1961)
- Antonello Soro, politico italiano (Orgosolo, n. 1948)

## Poliziotti(1)
- Antonello Angeli, carabiniere italiano (Roma, n. 1970)

## Psicoanalisti(1)
- Antonello Sciacchitano, psicoanalista e matematico italiano (San Pellegrino Terme, n. 1940)

## Registi(5)
- Antonello Belluco, regista, sceneggiatore e montatore italiano (Padova, n. 1956)
- Antonello Branca, regista italiano (Roma, n. 1935 - † 2002)
- Antonello De Leo, regista cinematografico e regista televisivo italiano (Bari, n. 1965)
- Antonello Falqui, regista italiano (Roma, n. 1925 - Roma, † 2019)
- Antonello Grimaldi, regista, attore e sceneggiatore italiano (Sassari, n. 1955)

## Saggisti(1)
- Antonello Cresti, saggista, critico musicale e musicologo italiano (Firenze, n. 1980)

## Sceneggiatori(2)
- Antonello Aglioti, sceneggiatore e regista italiano (Gerace, n. 1943 - Roma, † 2013)
- Antonello Padovano, sceneggiatore, regista e produttore cinematografico italiano (Sabaudia, n. 1955)

## Scultori(2)
- Antonello Freri, scultore italiano (Messina, n. 1478 - Messina, † 1536)
- Antonello Gagini, scultore e architetto italiano (Palermo, n. 1478 - Palermo, † 1536)

## Storici(2)
- Antonello Folco Biagini, storico italiano (Foligno, n. 1945)
- Antonello Gerbi, storico e economista italiano (Firenze, n. 1904 - Civenna, † 1976)

## Tastieristi(1)
- Jantoman, tastierista e organista italiano (Pinerolo, n. 1959)

## Tenori(1)
- Antonello Palombi, tenore italiano (Spoleto, n. 1968)